# San Felipe de Puerto Plata
San Felipe de Puerto Plata (pogosto le Puerto Plata) je glavno mesto province Puerto Plata v Dominikanski republiki.
Mesto je znano po svojih letoviščih, kot sta Playa Dorada in Costa Dorada, v njem pa je več kot 100,000 hotelskih prenočišč.
Tukaj najdemo tudi edini zračni tramvaj v Karibskem otočju. Z njim se lahko povzpnemo do 793 metrov visokega hriba Pico Isabel de Torres. Na vrhu slednjega najdemo botanični vrt in repliko Crista Redentorja, svetovno znanega kipa iz Rio de Janeira.
Blizu mestnega pristanišča stoji utrdba Fortaleza San Felipe iz 16. stoletja, ki je med diktaturo Rafaela Trujilla služila kot zapor. V mestu je tudi znan muzej jantarja, blizu pa je tudi La Isabela, naselje, ki ga je dal izgraditi sam Krištof Kolumb.
Naselje je zgodovinskega pomena postalo aprila leta 1563, ko je v takratno špansko pristanišče prispel John Hawkins, angleški trgovec s sužnji. S seboj je pripeljal štiristo sužnjev, ki jih je na silo odpeljal iz Sierre Leone. Svoje žrtve je tukaj s Španci izmenjal za bisere, kože, sladkor in nekaj zlata. Tako se je na tem mestu Kraljevina Anglija vpletla v trgovino s sužnji, ki je v Novi svet pripeljala 20 milijonov zasužnjenih Afričanov.
Najbližje letališče je Mednarodno letališče Gregoria Luperóna, ki se nahaja okrog 15 km vzhodno od mesta (v bližini mesteca La Union).

## Hidrografija
Najpomembnejše reke tega območja so Camú del Norte, San Marcos, Corozo, Muñoz, Maimón, El Violón, San Piñez ter Río Seco.

## Znani prebivalci
- Gregorio Luperón- bivši predsednik Dominikanske republike
- Domingo Ayala - poklicni bejzbolist
- Ulises Heureaux y Antonio Imbert- bivši predsednik Dominikanske republike
- Carlos Felipe Morales- bivši predsednik Dominikanske republike
- Segundo Gonzáles Tamayo- bivši podpredsednik Dominikanske republike
- Emilio Prud'Homme- pisec Državne himne Dominikanske republike